# Gochūmon wa Usagi Desu ka?
Gochūmon wa Usagi Desu ka? (jap.: ご注文はうさぎですか) ist eine Yonkoma-Mangareihe von Mangaka Koi, die seit 2011 in Japan erscheint. Die Serie wurde mehrfach als Anime umgesetzt und ins Englische und Chinesische übersetzt. International ist das Franchise daher auch als Is the Order a Rabbit? bekannt. Die kurzen, komischen Geschichten erzählen aus dem Alltag einiger Mädchen in zwei Cafés in Japan.

## Inhalt
Da ihre neue Oberschule weit von ihrer Familie entfernt ist, will Cocoa Hoto (保登 心愛) in ein Zimmer nahe an der Schule ziehen. Doch während sie eine Unterkunft sucht, verirrt das fröhliche, aber unbedarfte Mädchen sich in der neuen Umgebung. Dabei findet sie das kleine Café „Rabbit House“, das sich auch als die Pension herausstellt, die sie gesucht hat. Da ihr das Café gefällt, beginnt sie auch, hier nebenher zu arbeiten. Mit ihr zusammen sind weitere Mädchen in dem Laden beschäftigt: Die ruhige und coole Chino Kafu (香風 智乃), Tochter des Eigentümers, und die starke Rize Tedeza (天々座 理世). Außerdem lernt Cocoa die Mädchen Chiya Ujimatsu (宇治松 千夜) und Syaro Kirima (桐間 紗路) kennen, die in einem japanischen Café in der Nähe arbeiten, und freundet sich auch mit ihnen an. Die zwei Jahre jüngere Chino wird für Cocoa sogar wie eine kleine Schwester, auch wenn die schüchterne Chino davon eher genervt ist.

## Buch-Veröffentlichungen
Die Yonkoma-Serie, die aus Comicstrips mit vier Panels besteht, erscheint seit März 2011 im Magazin Manga Time Kirara Max, das nur Yonkoma veröffentlicht. Dessen Verlag Hōbunsha bringt die Serie auch gesammelt in bisher zehn Bänden heraus. Die Bände 4, 5 und 6 verkauften sich in den ersten beiden Wochen nach Veröffentlichung etwa 70.000 bis 80.000 Mal, sodass sie in den Manga-Verkaufscharts platziert wurden. Eine englische Übersetzung erscheint bei Sol Press, eine chinesische bei Sharp Point Press in Taiwan.
In Japan erschienen auch drei Artbooks zur Serie: Café du Lapin im Mai 2014, Café du Soleil im Oktober 2020 und Café de Étoile im November 2020. Zur ab 2014 laufenden Fernsehserie wurden zwei Guidebooks herausgegeben, je zur ersten und zweiten Staffel: Memorial Blend im September 2014 und Miracle Blend im März 2016.

## Umsetzungen als Anime
Zum Manga wurden eine Anime-Fernsehserie mit drei Staffeln sowie zwei Filme produziert. Die Fernsehserie entstand unter der Regie von Hiroyuki Hashimoto und mit den Produzenten Gaku Iwasa, Hiroyuki Kobayashi und Mitsutoshi Ogura. Hauptautor war Kazuyuki Fudeyasu. Das Charakterdesign entwarf Yōsuke Okuda und die künstlerische Leitung lag bei Satoru Hirayanagi. Für die dritte Staffel übernahm Reiji Kasuga die künstlerische Leitung. Während die erste Staffel bei White Fox produziert wurde, entstand die zweite bei White Fox und Kinema Citrus und die dritte bei Encourage Films. Alle Staffeln umfassen je 12 Folgen mit 23 Minuten Laufzeit.
Die erste Staffel lief vom 10. April bis 26. Juni 2014 bei den Sendern Tokyo MX, Sun TV, Kyoto BS, TV Aichi, AT-X und BS11. Es folgte die zweite Staffel vom 10. Oktober bis zum 26. Dezember 2015. Die dritte Staffel wurde vom 10. Oktober bis zum 26. Dezember 2020 unter dem Titel Gochūmon wa Usagi Desu ka? BLOOM gezeigt. International wurden Fassungen mit Untertiteln auf Englisch, Spanisch, Italienisch und Portugiesisch auf den Plattformen Crunchyroll, HiDive und The Anime Network veröffentlicht.
Neben den Serien entstanden zwei Filme, an denen das gleiche Team wie bei den Serien beteiligt war, als Studio jedoch production doA. Der 60 Minuten lange Anime Gochūmon wa Usagi Desu ka?? Dear My Sister kam am 11. November 2017 in 40 Kinos in Japan. Zuvor war er kurz per Streaming veröffentlicht worden und später erschien er auf Video. Am 26. September 2019 folgte der 25 Minuten lange Kurzfilm Gochūmon wa Usagi Desu ka?? Sing For You, der als Original Video Animation veröffentlicht wurde.

### Synchronisation
| Rolle          | Japanische Stimme (Seiyū) |
| -------------- | ------------------------- |
| Cocoa Hoto     | Ayane Sakura              |
| Chino Kafū     | Inori Minase              |
| Syaro Kirima   | Maaya Uchida              |
| Rize Tedeza    | Risa Taneda               |
| Chiya Ujimatsu | Satomi Satou              |

### Musik
Die Musik der Serie komponierte Ruka Kawada. Die Openinglieder der drei Staffeln sind:
- Daydream café von Petit Rabbit’s
- Nopoi! (ノーポイッ！) von Petit Rabbit’s
- Tenkū Cafeteria von Petit Rabbit’s

Für die Abspanne wurden verwendet:
- Poppin jump ♪ von Chimame-tai
- Nichijō Decoration von Petit Rabbit’s (Folge 12)
- Tokimeki Poporon (ときめきポポロン♪) von Chimame-tai
- Nantonaku Mirai (なんとなくミライ) von Petit Rabbit’s (Folge 12 von Staffel 2)
- Nakayoshi! Maru! Nakayoshi! (なかよし！○！なかよし！) von Chimame-tai
- Yume < Utsutsu → Happy Time von Petit Rabbit’s (Folge 12 von Staffel 3)

Der erste Film beginnt mit dem Lied Happiness Encore (ハピネスアンコール) von Petit Rabbit’s und schließt mit Sekai ga Cafe ni Nacchatta (セカイがカフェになっちゃった!) von Petit Rabbit’s with beans. Die OVA erhielt das Opening-Lied Singer Song Payapoya Melody, ebenfalls von Petit Rabbit’s with beans.

## Videospiel
Am 3. März 2016 erschien in Japan das Videospiel Gochūmon wa Usagi Desu ka?? Wonderful party! für die PlayStation Vita. Das Adventure wurde entwickelt von 5pb. und besteht aus zwei Teilen: Der Spieler stattet im ersten das Café für Chinos Geburtstagsparty aus und muss dabei mit Charakteren interagieren und den Laden managen. Im zweiten Teil geht es um die Vorbereitung einer Weihnachtsfeier, in der der Spieler einer Geschichte um eine Beziehung mit einem anderen Charakter folgt. Welcher Charakter hier im Fokus steht, entscheidet sich an den Interaktionen im ersten Teil.